# Naki (Sprache)
Die Sprache Naki oder Munkaf ist eine ostbeboide Sprache des Kamerun und Nigerias.
Es gibt keinen allgemein anerkannten Namen für diese Sprache; es ist jetzt in der Ortschaft, in der die Sprache gesprochen wird, einschließlich Naki und Mekaf (Munkaf) in Kamerun und Maschi in Nigeria, wobei der Dialekt Maschi gelegentlich auch als eigenen Sprache betrachtet wird.